# Eduardo Santonja
Eduardo Santonja Rosales (c. 1899-1966) fue un ilustrador, cartelista y pintor español.

## Biografía
Nacido en Madrid, según la fuente en 1899 o 1900, cultivó la ilustración. el cartelismo y la pintura. Estuvo vinculado al estilo art decó. Sus dibujos aparecieron publicados en revistas ilustradas como Blanco y Negro y La Esfera. Su abuelo por parte materna fue el pintor decimonónico Eduardo Rosales, su madre la pintora Carlota Rosales y su padre el músico Miguel Santonja Cantó. Fue padre, junto a Elena Esquivias Urquiola, de Elena y Carmen Santonja. En 1933 ganó el concurso nacional de carteles convocado por el Ministerios de Bellas Artes. Falleció en 1966.